# Hufeland-Medaille (DDR)
Die Hufeland-Medaille, benannt nach dem deutschen Arzt Christoph Wilhelm Hufeland (1762–1836), war eine staatliche Auszeichnung  der Deutschen Demokratischen Republik (DDR), welche in Form einer tragbaren Medaille verliehen wurde.

## Geschichte
Die Medaille wurde am 13. November 1958 zunächst nur in einer Stufe (in Silber) gestiftet. 

## Verleihung
Ihre Verleihung erfolgte für besondere Verdienste, vorbildliche Initiativen im sozialistischen Wettbewerb und Erfüllung der vorgegebenen Planaufgaben im Gesundheits- und Sozialwesen der DDR. Ferner auch für langjährige verdienstvolle Tätigkeit in diesen Bereichen sowie der Verwaltung und in den mittleren medizinischen Berufen. 

## Auszeichnungsstufen
Nach der Erweiterung der Verleihungsbedingungen am 20. Dezember 1972 konnte die Medaille nunmehr auch in Bronze oder Gold verliehen werden. Ihre Verleihung erfolgte jährlich nur am 11. Dezember, dem Geburtstag Robert Kochs und Tag des Gesundheitswesens in der DDR. Allerdings waren die Verleihungszahlen beschränkt. So konnte die Medaille der
- I. Stufe in Gold: 50 mal (Prämie 1000 Mark)
- II. Stufe in Silber: 200 mal (Prämie 500 Mark) und die
- III. Stufe in Bronze: 300 mal (Prämie 300 Mark)

verliehen werden.

## Aussehen und Trageweise
Die Medaille mit einem Durchmesser von 30 mm ist entsprechend ihrer verliehenen Stufe entweder vergoldet, versilbert oder besteht aus Bronze. Sie zeigt auf ihrem Avers das Porträt Hufelands, welcher vom Betrachter aus gesehen leicht nach rechts blickt sowie die Umschrift: CHRISTOPH-WILHELM (oben) HUFELAND (unten). Das Revers der Medaille zeigt zentral das Staatswappen der DDR mit der Umschrift: DEUTSCHE DEMOKRATISCHE (oben) REPUBLIK (unten). Die Umschrift selber ist von zwei unten gekreuzten nach oben gebogenen und offenen Lorbeerzweigen umschlossen. Getragen wurde die Hufeland-Medaille nicht wie üblich an der linken, sondern an der rechten oberen Brustseite an einer 25 × 13 mm blauen Spange. In der Ursprungsvarianten war in diesem Band beidseitig ein 3 mm breite schwarz-rot-goldener Saum zu sehen. Ab 1961 bis 1971 zeigte zusätzlich ein 2,5 mm breiter mittig eingewebter goldener Mittelstreifen die höchste verliehene Stufe an. Das Ordensband erfuhr dann 1972 eine letzte Änderung. Während die Grund- und die Saumfarben gleich blieben, zeigte das Band der bronzenen Medaille einen 2,5 mm breiten roten Mittelstreifen, bei der silbernen einen weißen Mittelstreifen von gleicher Breite und bei der Goldstufe, wie bereits seit 1961, einen goldenen.